# Elena Roizen
Elena Roizen (născută Barbu) (n. 1 februarie 1945, Ovidiu, județul Constanța — d. 25 septembrie 2007, Constanța) a fost o cântăreață de muzică populară dobrogeană.
Și-a început cariera artistică în anul 1965, debutând la Radiodifuziunea Română cu cântecul Hai, Dunărea mea. A fost, pe rând, angajată a ansamblurilor „Brâulețul” din Constanța, „Nunta Zamfirei” din Eforie și „Dor Transilvan” din Bistrița.
A înregistrat peste 100 de piese pe discuri, casete, CD-uri.
A participat de-a lungul carierei la numeroase festivaluri, iar după moartea sa, Festivalul cântecului popular din Ovidiu îi poartă numele.
A fost căsătorită cu profesorul de limba engleză Marcel Roizen. Împreună au o fiică, Alina-Clara, care locuiește la Montreal, și un băiat, Mihai-Codruț, ofițer de marină. A fost mătușa cântărețelor Tița Barbu Asensio (1968 - 2025) și Paula Popescu-Kehnen, pseudonimul „Paula P’Cay“ (n. 1972, România).

## Decorații
- 2002 (noiembrie 29): Ordinul Național „Serviciul Credincios”[3]